# Conurbación de Guayaquil
La Conurbación de Guayaquil o Gran Guayaquil es una conurbación ecuatoriana no oficialmente constituida, por lo anterior, la extensión exacta de esta conurbación varía de acuerdo a la interpretación. Es una área metropolitana integrada por Guayaquil y varias parroquias y ciudades aglomeradas, que se extienden entre los cantones de Daule, Durán, Isidro Ayora, Lomas de Sargentillo, Milagro, Nobol, Samborondón, Salitre y Yaguachi, siendo esta la aglomeración urbana más poblada del país mencionado. Es también una de las más pobladas de Suramérica y la cuarta más poblada de la Comunidad Andina después de Lima, Bogotá y Medellín. Se localiza en el litoral ecuatoriano en la provincia del Guayas en el suroeste del país ecuatorial. Guayaquil es el núcleo de actividades laborales, comerciales, de estudios y en general el centro neurálgico de esta región, por lo cual aunque ni administrativamente, ni políticamente está definida esta conurbación, en cambio si lo está por su funcionalidad y operación.
Si bien se puede mencionar la aglomeración urbana de Guayaquil que alberga todas las áreas suburbanas con asentamientos poblacionales, la conurbación implica la fusión física que tiene la ciudad de Guayaquil con la ciudad de Durán, con la que llega a una población real de la ciudad de Guayaquil de 2.526.927. A pesar de que esta cifra son de los resultados del censo nacional ecuatoriano del 2010, Guayaquil según el INEC tiene 2.654.274 en su Zona de Planificación n.º 8 que incluye los cantones de Guayaquil, Durán y Samborondón solamente en su zona metropolitana excluyendo los cantones cercanos de Daule, Nobol, Yaguachi, Milagro, y Lomas de Sargentillo.
Cabe mencionar que la Constitución de la República del Ecuador de 2008, dispone que se pudiera crear en un futuro un gobierno local o del Distrito Metropolitano de Guayaquil. El Art. 247, expone: El cantón o conjunto de cantones contiguos en los que existan conurbaciones, con un número de habitantes mayor al siete por ciento de la población nacional podrán constituir un distrito metropolitano
En la siguiente tabla se encuentran todas las ciudades y cabeceras parroquiales que se encuentran influenciadas por Guayaquil, pues su actividad económica, social y comercial está fuertemente ligada a Guayaquil; y se encuentran a menos de 50 kilómetros de distancia de la urbe:
| Cantón                   | Parroquia              | Población (2022) |
| ------------------------ | ---------------------- | ---------------- |
| Guayaquil                | Guayaquil              | 2.665.392        |
| Durán                    | Durán                  | 303.910          |
| Samborondón              | Samborondón            | 81.854           |
| Samborondón              | Tarifa                 | 16.686           |
| Yaguachi                 | Yaguachi               | 32.914           |
| Yaguachi                 | Gral. Pedro J. Montero | 8.461            |
| Yaguachi                 | Virgen de Fátima       | 18.184           |
| Yaguachi                 | Yaguachi Viejo         | 13.140           |
| Milagro                  | Milagro                | 173.407          |
| Milagro                  | Chobo                  | 3.761            |
| Nobol                    | Nobol                  | 23.850           |
| Daule                    | Daule                  | 183.399          |
| Daule                    | Juan Bautista Aguirre  | 9.380            |
| Daule                    | Los Lojas              | 9.695            |
| Lomas de Sargentillo     | Lomas de Sargentillo   | 22.254           |
| Salitre                  | Salitre                | 30.549           |
| Salitre                  | La Victoria            | 7.309            |
| Isidro Ayora             | Isidro Ayora           | 14.305           |
| Conurbación de Guayaquil |                        | 3.618.450        |